# Sierra del Montsiá
La sierra del Montsiá (en catalán Serra del Montsià) es un lugar de importancia comunitaria situado en la provincia de Tarragona, Comunidad Autónoma de Cataluña, España, en encuentra al sur de las Tierras del Ebro. Es una cordillera relativamente alta y muy cerca de la línea de costa, la sierra del Montsiá es un punto de referencia geográfico y privilegiado mirador de las comarcas del Bajo Ebro, Montsiá y Bajo Maestrazgo.
Este espacio natural cerca del litoral, a pesar de la elevada frecuentación humana que ha sufrido y algunos incendios, se mantiene poco alterado, por lo que ha sido incluido dentro del Plan de Espacios de Interés Natural (PEIN) de la Generalidad de Cataluña, a fecha de 6 de marzo de 2000, que le otorga unas directrices para protección del medio natural y del paisaje.

## Geografía y geología
Geográficamente esta cadena montañosa se extiende en el mismo litoral desde el río Ebro —al norte— hasta el río Sénia —al sur—. Forma parte de la Cordillera Litoral Catalana. El eje principal se orienta en dirección NE-SO paralelo a la línea de costa, con una longitud total de unos 12 km y una anchura de 5 km. Presenta una abrupta orografía con acantilados, riscos y barrancos que le confieren una acusada inaccesibilidad y fuertes desniveles.
Su punto más alto es la Torreta del Montsiá (764 m), en el centro de la cordillera. Aun así, con su perfil triangular, la cima de la Mola, un poco más al sur, parece el pico más alto cuando se ve la sierra del Montsiá desde Ulldecona y sus alrededores. Otra cumbre emblemática es la Foradada, situada al norte de la Torreta, que es un magnífico mirador natural sobre el Delta del Ebro.
La sierra de Montsiá es un bloque limitado por fallas levantado respecto a la llanura costera y la cubeta de Ulldecona —en el interior—. Se formó hace 25 millones de años durante la orogenia Alpina. Geológicamente el conjunto formado por la Sierra del Montsiá - osa (o hoya) de Ulldecona / Freginals- sierra de Godall es muy similar al conjunto formado por las Atalayas de Alcalá - hoya de Santa Magdalena de Pulpis / Alcalá de Chivert - Sierra de Irta situada más al sur. Estos conjuntos forman la transición entre el Sistema Mediterráneo Catalán y el sistema Ibérico. Son montañas de tipo calcáreo con muchas grutas y cuevas.

## Protección oficial y ecología
La sierra destaca por la singularidad de su relieve calcáreo, para mantener ecosistemas naturales mediterráneos representativos, y por su interés biogeográfico, al constituir el límite sur para algunas especies extra-mediterráneas y un importante enclave de elementos meridionales.
Administrativamente la sierra de Montsiá se encuentra dividida entre los términos municipales de Alcanar, Ulldecona, Freginals, Amposta y San Carlos de la Rápita.
Hay una extensa zona degradada en la ladera sureste de macizo causada por una cantera que extrae caliza para la producción de cemento. Actualmente el excursionismo, la caza, la escalada y la BTT son las únicas actividades permitidas dentro del PEIN del Montsià.

## Vegetación y fauna
La sierra de Montsiá tiene un régimen climático mediterráneo donde impera rocas calizas, y una diversidad de ambientes definidos para las comunidades vegetales, donde viven las especies animales (hábitats):
- Encinar: bosque mediterráneo característico que acoge especies de fauna de forma permanente. Son los restos del ecosistema antes dominante en la sierra, ahora escaso debido a la explotación forestal, el pasto, la agricultura y los incendios.
- Pinares.
- Maquias, matorrales y malezas: habita la culebrilla ciega, culebra de herradura, el dragón rosado, lagartija ibérica y la tortuga mediterránea que estaba extinta y se ha reintroducido.
- Campos de cultivo con olivos, almendros, viña y algarrobos. Son buenos hábitats para muchas especies, sobre todo de aves. Una buena fuente de alimentación, tanto en invierno -por los frutos- como en verano -por los insectos-. Mora el erizo, la liebre, el conejo y cazadores como el halcón peregrino o el azor común.
- Riscos: importantes para la nidificación de aves, como el águila perdicera, halcón o el búho real.
- Vertientes rocosos: son las tarteras y lapiaces (conocidos localmente como «aixirigalls»), ideales para los reptiles, lagarto o escorpión.
- Cuevas y grutas: la humedad y oscuridad son importantes para insectos, arácnidos ...
- Ambientes acuáticos: Lugares donde mana y/o se acumula el agua. Tienen la función de bebederos de todos los animales y como punto de reproducción son imprescindibles para anfibios caudados, como el salamandra, tritón palmeado y tritón jaspeado e invertebrados como la vaquilla, arácnidos, insectos y pequeños crustáceos.